# Misamis occidental
Misamis Occidental est une province des Philippines.

## Villes et municipalités
Municipalités
- Aloran
- Baliangao
- Bonifacio
- Calamba
- Clarin
- Concepcion
- Don Victoriano Chiongbian
- Jimenez
- Lopez Jaena
- Panaon
- Plaridel
- Sapang Dalaga
- Sinacaban
- Tudela

Villes
- Oroquieta
- Ozamis
- Tangub